# 딕슨 에투후
딕슨 폴 에투후(Dickson Paul Etuhu, 1982년 6월 8일 ~ )는 나이지리아의 전 축구 선수로, 포지션은 수비형 미드필더이다. 동생 켈빈 에투후 (Kelvin Etuhu) 도 축구 선수로 뛰고 있다.
블랙번 로버스 이전에는 맨체스터 시티 (2000년~2002년), 프레스턴 노스 엔드 (2002년~2006년), 노리치 시티 (임대, 2005년~2006년), 노리치 시티 (2006년~2007년), 선덜랜드 (2007년~2008년) 풀럼(2008년~2012년) 등에서 뛰었다. 특히 풀럼시절, 팀의 유로파리그 결승 진출에 큰 공헌을 하는 등 인상적인 활약을 펼친 바 있다.
나이지리아 축구 국가대표팀에서는 2007년 데뷔해 현재 (2016년 7월 기준)까지 14경기를 뛰었으며, 2008년 아프리카 네이션스컵, 2010년 아프리카 네이션스컵, 2010년 FIFA 월드컵 대표로 활약하였다. 2010년 FIFA 월드컵에서 나이지리아는 조별 리그에서 탈락했으나, 에투후는 대한민국과의 경기를 포함한 조별 리그 세 경기에 모두 출전하였다.